# Emanuel Jacobi
Emanuel Samuel (Emanuel) Jacobi, bijnaam Mopaje (circa 1939/1940 - 22 februari 2017), was een Surinaams stamhoofd van het marronse volk Aluku.

## Biografie
Emanuel Jacobi was afkomstig uit het dorp Cottica aan de Lawarivier.
Ondanks dat hij aan het hoofd van een volk stond, de Aluku's, en zijn eigen volk naar hem mocht verwijzen als 'grootopperhoofd', is hij mogelijk niet door de regering als granman erkend geweest. Dit probleem stamde al uit de jaren 1970. In die tijd waren de andere granmans voorstander van het aanwijzen van een Alukugranman, maar spraken de districtscommissarissen van Marowijne (toen nog uitgestrekter) en Suriname zich uit tegen een extra granmanschap.
In 2010 maakte hij zich bij minister van Regionale Ontwikkeling, Linus Diko, sterk voor de herordening van de goudsector. Hij wilde dat vergunningen eerst aan hem voorgelegd werden, voordat ze definitief werden toegekend. Hiermee wilde hij de vervuiling van de rivier een halt toeroepen. In augustus 2012 sprak hij over een "invasie van honderden Brazilianen en Chinezen die het leefgebied steeds meer innamen."
Jacobi overleed in 2017. Hij is 77 jaar oud geworden.
Trio/Wayana (lijst) · 
Aluku (lijst) · 
Aukaners (lijst) · 
Kwinti (lijst) · 
Matawai (lijst) · 
Paramaccaners (lijst) · 
Saramaccaners (lijst)
politiek in Suriname · granman · kapitein · basja